# 李宝 (北魏)
李 宝（李寶、り ほう、407年 - 459年）は、西涼から北魏にかけての人物。字は懐素、小字は衍孫。本貫は隴西郡狄道県。西涼の武昭王李暠の孫にあたる。

## 経歴
西涼の驍騎将軍・祁連酒泉晋昌三郡太守の李翻（字は士挙）の子として生まれた。420年（嘉興4年）、伯父の李歆が北涼の沮渠蒙遜に滅ぼされると、李宝は姑臧に移住した。1年あまりして、母の兄の唐契と唐和に従って伊吾に逃れ、柔然に臣従した。441年（太平真君2年）、北魏の太武帝が奚眷を派遣して酒泉の沮渠無諱を討たせ、沮渠無諱が城を棄てて遁走すると、李宝は伊吾から敦煌に帰って、城府を修繕して、祖業を取り戻そうとした。442年（太平真君3年）、弟の李懐達を平城に派遣して北魏への帰順を表明した。太武帝は懐達を散騎常侍・敦煌郡太守に任じ、別に使者を派遣して李宝を使持節・侍中・都督西垂諸軍事・鎮西大将軍・開府儀同三司・領護西戎校尉・沙州牧に任じ、敦煌公に封じた。李宝はそのまま敦煌に駐屯した。444年（太平真君5年）、入朝して平城に留まり、外都大官に任じられた。後に鎮南将軍・并州刺史として出向した。また平城に帰還すると、内都大官に任じられた。文成帝の初年、司馬文思に代わって懐荒に駐屯し、鎮北将軍の号を受けた。459年（太安5年）9月、死去した。享年は53。諡は宣といった。

## 子女
6人の男子があった。
- 李承
- 李茂（432年 - 502年、字は仲宗、鎮西将軍・敦煌公、長安鎮都将、西兗州刺史、光禄大夫、敦煌侯、弟の李沖が高位に上ると、定州の中山に隠居して悠々自適に暮らした）
- 李輔（436年 - 482年、字は督真、中書博士、司徒議曹掾、娘を咸陽王元禧の妃としてとつがせた、鎮遠将軍・潁川郡太守）
- 李佐
- 李公業（早逝）
- 李沖

## 伝記資料
- 『魏書』巻39 列伝第27
- 『北史』巻100 列伝第88